# Allognosta flavofemoralis
Allognosta flavofemoralis är en tvåvingeart som beskrevs av Pleske 1926. Allognosta flavofemoralis ingår i släktet Allognosta och familjen vapenflugor. Inga underarter finns listade i Catalogue of Life.